# Переулок Серова
Переулок Серо́ва — переулок в городе Ломоносове Петродворцового района Санкт-Петербурга, в историческом районе Мордвиновка. Проходит от Зелёной до Западной улицы.
Название известно с 1955 года. Дано в честь художника В. А. Серова, жившего в Ораниенбауме в 1901 году.